# Miasmal
Miasmal ist eine schwedische Death-Metal-Band aus Göteborg, die im Jahr 2007 gegründet wurde.

## Geschichte
Die Band wurde im Jahr 2007 von dem Sänger und Gitarristen Pontus Redig und dem Gitarristen Magnus gegründet. Redi schrieb kurze Zeit später das erste Lied Abduction of the Soul, das auch auf dem 2008er Demo der Gruppe enthalten sein sollte. Das Demo erschien im Frühling des Jahres, sollte jedoch etwas später bei Detest Records wiederveröffentlicht werden. Etwas später kam der Schlagzeuger Micael „Micke“ Wennbom zur Besetzung, dem einige Monate später der Bassist Ruben Åhlander Persson folgte. Im Jahr 2010 folgte eine EP, die zwei Lieder umfasste bei Detest Records und Me Saco Un Ojo Records. Ihren ersten Auftritt hielt die Gruppe im September 2010 auf dem Kill-Town Festival in Kopenhagen ab. Im April 2011 erfolgte die Veröffentlichung des Debütalbums der Gruppe: Der Tonträger erschien auf Vinyl bei Detest Records und Me Saco Un Ojo Records und auf CD bei Dark Descent Records. Die CD-Version enthielt bereits erschienen EP und Demo als Bonusmaterial. Im Mai und Juni ging die Band auf Tour durch die USA und trat dabei unter anderem auch auf dem Maryland Deathfest auf. Hierbei war Björn Eriksson als Schlagzeuger eingesprungen. Nach der Tour verblieb er jedoch in der Band, da sich Wennbom mit langen Touraktivitäten nicht einverstanden zeigte. Es folgte eine erste, dreiwöchige Tour, die Auftritte in elf verschiedenen Ländern, auch außerhalb Europas, umfasste. Im April 2014 spielte die Band ein Konzert zusammen mit Vampire und Morbus Chron. Das zweite Album Cursed Redeemer wurde im Studio Fredman aufgenommen und erschien noch im selben Jahr. Knappe zwei Jahre später, im März 2016, veröffentlichte die Band mit Tides of Omniscience ihr drittes Studioalbum.

## Stil
Laut Bandbiografie auf centurymedia.com sei die Band durch Death-Metal-Künstler wie Autopsy, Entombed und Bolt Thrower, sowie D-Beat-Bands wie die frühen Disfear beeinflusst worden. Auch im Rock-Hard-Interview mit Jan Jaedike gab Sänger und Gitarrist Redig den starken D-Beat-Einfluss auf die Band an und nannte Discharge als eine Einflussband. Jedike beschrieb in seiner Rezension zu Cursed Redeemer die Musik als klassischen schwedischen Death Metal, wobei der Punkanteil auch recht hoch sei.

## Diskografie
- 2008: Miasmal (Demo, Eigenveröffentlichung)
- 2010: Miasmal (EP, Detest Records / Me Saco Un Ojo Records)
- 2011: Miasmal (Album, Detest Records / Me Saco Un Ojo Records / Dark Descent Records)
- 2014: Miasmal / Vampire (Split mit Vampire, Century Media)
- 2014: Cursed Redeemer (Album, Century Media)
- 2016: Tides of Omniscience (Album, Century Media)